# Crenulaspidiotus lahillei
Crenulaspidiotus lahillei är en insektsart som först beskrevs av Lizer y Trelles 1917.  Crenulaspidiotus lahillei ingår i släktet Crenulaspidiotus och familjen pansarsköldlöss. Inga underarter finns listade i Catalogue of Life.